# Castellàs (antic municipi)
| \| ← \| 1812 — 1972 \| → \|                   |                    |   |
| Escut d'armes                                 |                    |   |
| Castellàs dins de les Valls d'Aguilar         |                    |   |
| Període històric                              | Edat Contemporània |   |
| • Creació del municipi (Constitució de Cadis) | 1812               |   |
| • Annexió de Junyent                          | 1847               |   |
| • Annexió a les Valls d'Aguilar               | 1972               |   |
| Altitud                                       | 1069,3 m           |   |
| Superfície                                    |                    |   |
| • 1969                                        | 20,9 km2           |   |
| • 2011                                        | 20,9 km2           |   |
| Població                                      |                    |   |
| • 2011                                        | 21                 |   |
| Densitat                                      | 1/km²              |   |
| ←                                             | 1812 — 1972        | → |

Castellàs era un municipi de la comarca del Pallars Sobirà que va ser incorporat el 1971 al nou terme, creat en aquell moment, de les Valls d'Aguilar, adscrit a la comarca de l'Alt Urgell. Per tant, fou extret de la seva comarca original i incorporat a la de l'Alt Urgell. Tanmateix, ja estava inclòs en el partit judicial de la Seu d'Urgell des de la mateixa creació dels partits judicials, el 1834.
El municipi fou creat el 1812 a partir de les disposicions de la Constitució de Cadis. En un primer moment, fou creat d'una banda l'ajuntament de Castellàs, que incloïa Biscarbó, i de l'altra el de Junyent, que el 1847 era agrupat a Castellàs en no assolir cap dels dos municipis el mínim de 30 veïns (cap de casa) que marcava la nova llei municipal d'aquell any i, en canvi, sí que els obtenien ajuntant-los tots dos.
També pertanyien a aquest terme les caseries i antigues quadres de Mesons i la Torre.

## Geografia
L'antic municipi de Castellàs tenia una extensió de 20,9 km². Dels 124,5 que té ara el municipi complet, aquest antic municipi era el més petit dels que s'integraren en el terme actual de les Valls d'Aguilar.

### Perímetre de l'antic terme municipal de Castellàs
Comença aquesta descripció al Port del Cantó, on es troben els antics termes municipals de Soriguera, Castellàs (ara, les Valls d'Aguilar) i Guils del Cantó (ara, Montferrer i Castellbò).

#### Límit ambSoriguera
Del Port del Cantó, la línia de terme amb Castellàs, actualment pertanyent a les Valls d'Aguilar, emprèn la direcció oest-sud-oest, per anar decantant-se més cap al sud-oest. Travessa la Cabanera i després l'extrem superior, nord-oest, de la Serra de Llagunes, fins que arriba a la Roca de Llagunes; en aquell lloc gira una mica cap al sud, travessa el Bosc de Salzeu i arriba al Pla de la Casa, on gira cap a l'oest. Continua en aquesta direcció fins a l'extrem nord-oest de les Costes del Raubert, on davalla cap al Torrent de Freixa seguint una direcció sud-oest. S'enfila pel costat oposat de la vall d'aquest torrent, per anar a buscar el Serrat de l'Encadenador, deixant a prop i al nord-oest el poble de Freixa. Quan l'assoleix, en segueix la carena cap al sud-sud-oest i de seguida cap al sud, fins a arribar a la Plana d'Aran. Un cop en aquella plana, torna a emprendre cap al sud-oest per una carena, fins que arriba a un cim de 1.865,8 metres d'altitud, contrafort nord-oriental de la Serra de Mollet, al sud del Bosc de Freixa, on es troba el punt de trobada dels termes de Soriguera, les Valls d'Aguilar (Castellàs) i Baén.

#### Límit ambBaén, araBaix Pallars
Des del turó anteriorment esmentat, el termenal, ara amb Baén, Baix Pallars, molt curt, davalla en direcció est-sud-est fins a assolir la llera de la Llau de Mesons, on es trobava el tritermenal entre Castellàs, Baén i Taús.

#### Límit ambTaús, arales Valls d'Aguilar
Des del punt anterior, el termenal entre Castellàs i Taús, ara desaparegut en fusionar-se els dos termes en el de les Valls d'Aguilar, seguia el vessant septentrional de la Serra de Taús, a l'entorn de la cota 1.800, sense obeir cap accident orogràfic. Deixava al nord i a sota el Bosc de Junyent, travessant les capçaleres de diverses llaus, com la Llau de la Malesa, fins que, a l'extrem de llevant de la Serra de Taús, es trobaven els termes municipals de Castellàs, Taús i la Guàrdia d'Ares, ara tots tres units a les Valls d'Aguilar.

#### Límit ambla Guàrdia d'Ares, arales Valls d'Aguilar
Des d'aquest lloc el termenal començava a marcar un arc irregular, de primer cap al sud-est, per anar girant gradualment, fins a arribar a la direcció nord-est i, alhora, anar baixant dels 1.800 fins als 1.198,1, en el lloc on es trobava el nou tritermenal, ara entre Castellàs, la Guàrdia d'Ares i Guils del Cantó, actualment dins del terme de Montferrer i Castellbò. Aquest punt era al sud-est del poble de Castellàs i al nord-est del cim del Minguet.

#### Límit ambGuils del Cantó, araMontferrer i Castellbò
Des del Riu de Castellàs el termenal pujava cap al nord-est fins al costat nord-oest del Coll de Ciutat; en aquest indret canviava de direcció i, ara cap al nord-oest, segueix una carena que puja a la Roca Rodona, de 1.554,7 metres d'altitud i, seguint la carena sempre cap al nord-oest, travessa els Prats de Vila i, decantant-se progressivament cap al nord, puja al Pui Rodon, de 1.533,1 i segueix sempre cap al nord el Serrat de Pui Rodon, fins al lloc on enllaça amb el Serrat del Pujol. En aquell lloc, el termenal trenca cap al nord-oest, va a cercar el Coll de la Posa i, cap al nord, va a travessar la vall del Riu de Biscarbó, a llevant del poble de Biscarbó i a ponent del de Vila-rubla, fins que arriba al Torrent de Comaleda, que es converteix en termenal el tram següent. Segueix aquest torrent, que va marcat un arc cap al nord-est, fins que arriba al vessant nord-oest del Coll de Pratprimer i del Turó de Comafornell. En aquell lloc torna a girar, ara cap al nord-oest, per adreçar-se al Port del Cantó, on ha començat aquesta descripció, després de travessar els Planells del Gosset.

### Nuclis de població
| Entitat de població | Habitants (2011) |
| ------------------- | ---------------- |
| Biscarbó            | 0                |
| Castellàs           | 9                |
| Junyent             | 12               |
| Font: Idescat       |                  |

L'antic terme de Castellàs, incloïa el poble del mateix nom, els pobles i llocs de Biscarbó i Junyent i les caseries i antigues quadres de Mesons i la Torre.

## Història
Biscarbó i Castellàs van pertànyer sempre al Vescomtat de Castellbò, dins del quarter de Castellbò, i després formà part de la Vegueria, després Corregiment, de Puigcerdà coses que l'aproximaven a l'Alt Urgell. En canvi, Junyent i la quadra de Mesons formaven part de les possessions del Vescomtat de Vilamur, i formà part de la Vegueria, després Corregiment, de Talarn.

### Demografia
| 1497 f | 1515 f | 1553 f | 1717 | 1787 | 1857 | 1877 | 1887 | 1900 | 1910 |
| ------ | ------ | ------ | ---- | ---- | ---- | ---- | ---- | ---- | ---- |
| -      | -      | 15     | 136  | -    | 352  | 268  | 276  | 185  | 193  |

| 1920 | 1930 | 1940 | 1950 | 1960 | 1970 | 1981 | 1990 | 1992 | 1994 |
| ---- | ---- | ---- | ---- | ---- | ---- | ---- | ---- | ---- | ---- |
| 232  | 190  | 167  | 132  | 104  | 47   | 16   | -    | -    | -    |

| 1996 | 1998 | 2000 | 2002 | 2004 | 2006 | 2008 | 2010 | 2012 | 2014 |
| ---- | ---- | ---- | ---- | ---- | ---- | ---- | ---- | ---- | ---- |
| -    | -    | 29   | 28   | 26   | 26   | 22   | 21   | -    | -    |

Les dades anteriors al 1857 no comptabilitzen encara els habitants del municipi de Junyent, unit a Castellàs el 1847.
En el cens del 1857 Castellas apareix amb 352 habitants i 55 cèdules personals inscrites, repartides de la manera següent: Biscarbó, 44 habitants i 5 cèdules; Castellas, 176 i 25; Juñent, 108 i 21, i Torra (La), 24 i 4.